# Théorème de Sárközy
Le théorème de Sárközy est une démonstration partielle de la conjecture, due à Paul Erdös, suivante :
Conjecture d'Erdös (Théorème de Granville-Ramaré) — Pour {\displaystyle n>4}, le coefficient binomial {\displaystyle {2n \choose n}}, n'est pas sans facteur carré.
Puisque {\displaystyle 4} divise{\displaystyle {2n \choose n}} si {\displaystyle n\neq 2^{k}}, il suffit de considérer le cas des puissances de {\displaystyle 2}.
Théorème de Sárközy — La conjecture d'Erdös est vraie pour tout entier assez grand.
En 1985, András Sárközy montre en outre que
{\displaystyle \ln s(n)\approx \left({\sqrt {2}}-2\right)\zeta \left({\frac {1}{2}}\right){\sqrt {n}}}
où {\displaystyle \zeta } désigne la fonction zêta de Riemann et {\displaystyle s(n)} la partie carrée de {\displaystyle n}, c'est-à-dire son plus grand diviseur carré. 
La borne supérieure {\displaystyle 2^{8\,000}} est donnée par Andrew Granville et Olivier Ramaré pour {\displaystyle n_{0}} (1996). En conjonction avec une vérification antérieure de la conjecture d'Erdős pour {\displaystyle 4<n<2^{774\,840\,978}}, la démonstration est complète.